# Definice situace
Jako definice situace bývá v sociologii označováno jedincovo porozumění a interpretace sociálního kontextu, tedy to, jak sám jedinec chápe situaci, v nichž se nachází. Je tomu tak proto, že lidé nežijí pouze ve světě fyzickém, nýbrž také symbolickém. Lidé neustále svět okolo sebe interpretují, tzn. že se naše zkušenost nesestává pouze z podnětů, ale také z jejich interpretace. "Člověk nejedná pouze dle toho, jaká situace "objektivně je", ale podle toho, jak ji sám vnímá, vykládá a "definuje". Definice situace je významným konceptem interpretativního proudu sociologie, který je založen na tom, že sociální realita je taková, jakou ji chápou (definují) její aktéři (není to tedy něco vnějšího a objektivně daného).

## Talcott Parsons a definice situace
Podle Parsonse jako zástupce strukturního funkcionalismu je definice situace důležitým předpokladem jednání. Talcott Parsons totiž pracuje s konceptem dominantního kulturně-hodnotového vzorce. Ten se stává pro jedince jakýmsi zdrojem významů. Lidé z něj čerpají při tom, když definují situace a když situace řeší. Definice situace je z pohledu Parsonse tedy nutným předpokladem jednání.

## Thomasův teorém
Na význam definice situace poprvé upozornil William I. Thomas v roce 1923, v knize Unadjusted girl. 
K tomu se vztahuje tzv. Thomasův teorém:
„Jestliže je určitá situace lidmi definovaná jako reálná, pak je reálná ve svých důsledcích.“